# Литорал-Пиауиенси (микрорегион)

Литорал-Пиауиенси на карте.

Литорал-Пиауиенси (порт. Microrregião do Litoral Piauiense) — микрорегион в Бразилии, входит в штат Пиауи. Составная часть мезорегиона Север штата Пиауи. Население составляет 303 511 человек (на 2010 год). Площадь — 9692,382 км². Плотность населения — 31,31 чел./км².

## Демография
Согласно сведениям, собранным в ходе переписи 2010 г. Национальным институтом географии и статистики (IBGE), население микрорегиона составляет:
| Полное население                             | Полное население                             | Полное население                             | Полное население                             | 303 511 |
| -------------------------------------------- | -------------------------------------------- | -------------------------------------------- | -------------------------------------------- | ------- |
| в том числе:                                 | Городское население                          | 213 880                                      | Процент городского населения, %              | 70,47   |
|                                              | Сельское население                           | 89 631                                       | Процент сельского населения, %               | 29,53   |
|                                              | Мужское население                            | 149 951                                      | Процент мужского населения, %                | 49,41   |
|                                              | Женское население                            | 153 560                                      | Процент женского населения, %                | 50,59   |
| Плотность населения, чел/км²                 | Плотность населения, чел/км²                 | Плотность населения, чел/км²                 | Плотность населения, чел/км²                 | 31,31   |
| Население микрорегиона в % к населению штата | Население микрорегиона в % к населению штата | Население микрорегиона в % к населению штата | Население микрорегиона в % к населению штата | 9,73    |

## Статистика
- Валовой внутренний продукт на 2003 год составляет 522 603 622,00 реалов (данные: Бразильский институт географии и статистики).
- Валовой внутренний продукт на душу населения на 2003 год составляет 1841,10 реалов (данные: Бразильский институт географии и статистики).
- Индекс развития человеческого потенциала на 2000 год составляет 0,615 (данные: Программа развития ООН).

## Состав микрорегиона
В составе микрорегиона включены следующие муниципалитеты:
1. Бон-Принсипиу-ду-Пиауи
2. Бурити-дус-Лопис
3. Кажуейру-да-Прая
4. Караубас-ду-Пиауи
5. Кашинго
6. Кокал
7. Кокал-дуз-Алвис
8. Илья-Гранди
9. Луис-Коррея
10. Муриси-дус-Портелас
11. Парнаиба
12. Пиракурука
13. Сан-Жозе-ду-Дивину
14. Сан-Жуан-да-Фронтейра